# Llocnou d’En Fenollet
Llocnou d’En Fenollet település Spanyolországban, Valencia tartományban. Llocnou d’En Fenollet Barxeta, Genovés, Valencia és Xàtiva községekkel határos. Lakosainak száma 924 fő (2024).

## Népesség
A település népessége az utóbbi években az alábbiak szerint változott:
| Lakosok száma | 791  | 820  | 855  | 854  | 920  | 927  | 1130 | 916  | 924  | 924  |
|               | 2001 | 2004 | 2007 | 2009 | 2012 | 2014 | 2017 | 2019 | 2022 | 2024 |